# Добровольська Євгенія Володимирівна
Євгенія Володимирівна Добровольська  (26 грудня 1964, Москва, РРФСР, СРСР — 10 січня 2025) — радянська і російська акторка театру і кіно. Заслужена артистка РФ (1998). Народна артистка Російської Федерації (2005). Лауреатка російських і міжнародних кінофестивалів та кінопремій.
Фігурантка бази даних центру «Миротворець» через незаконні гастролі на території анексованого РФ Криму.

## Життєпис
Народилася 26 грудня 1964 року в Москві.
Закінчила акторський факультет Державного інституту театрального мистецтва (1987, курс Л. Касаткиної, С. Колосова i В. Левертова) в Москві і була прийнята в трупу МХАТ імені М. Горького.
У 1989—1990 рр. працювала в Московському театрі-студії («Табакерка») під керівництвом О. П. Табакова i Театрі-студії «Современник-2» під керівництвом М. О. Єфремова.
З 1991 року — акторка МХАТ ім. Чехова.
У 2005 році номінувалася на театральну премію «Золота Маска» за роль Олени Кривцової у виставі «Міщани» (реж. К. Серебренников) в номінації «Найкраща жіноча роль».
Озвучувала на телеканалі «Культура» документальні фільми про поетесу Марину Цвєтаєву, а також роль царської няньки в мульфільмі «Про Федота-стрільця, удалого молодця» (2008, за казкою Л. Філатова).
Активно знімалась в кіно і серіалах. Зіграла близько 90 ролей (переважно головних) ліричних і характерних героїнь. Знялася у низці кінострічок українських кіностудій.
Пішла з життя 10 січня 2025 року після довготривалої хвороби.

## Фільмографія
Акторські кінороботи:
- 1983 — «Клітка для канарок» — Олеся
- 1984 — «Поки не випав сніг...» (Одеська кіностудія) — Алла Скороходова
- 1985 — «Контракт століття» — Катя, дочка Фетисова
- 1986 — «В одне єдине життя» (Одеська кіностудія) — Віка
- 1987 — «Моонзунд» — Ірина Артеньева
- 1988 — «Відрядження» — Шурочка
- 1988 — «Філіал» — Ірина, лаборантка
- 1989 — «Коли мені буде 54 роки» (Укртелефільм) — Ріта
- 1989 — «Зелений вогонь кози» (Кіностудія ім. О. Довженка) — Тетяна
- 1990 — «Перший поверх» (Одеська кіностудія) — Надя, головна роль
- 1990 — «За 206-ю…» — Тоня Андріївська
- 1990 — «Фанат 2» — Катя
- 1991 — «Терористка» — неждана гостя
- 1991 — «Щен із сузір'я Гончих Псів» — Ліда
- 1992 — «На тебе уповаю» — Алла
- 1992 — «Гріх» — Лена
- 1992 — «Чоловічий зигзаг» — Наташа Батюшкіна, дружина
- 1993 — «Ватиканський шпигун» — Ольга
- 1992 — «Відображення у дзеркалі» — Анна
- 1996 — «Королева Марго» — Королева Марго
- 1997 — «Криза середнього віку» — медсестра Маша /тітка Тоня
- 1998 — «Чехов і К°» (новела «Хористка») — Паша, хористка
- 2001 — «Механічна сюїта» — Люба
- 2001 — «Підозра» — Саша Сомова, медсестра
- 2003 — «Бульварный переплет» — Віра
- 2005 — «Ловитор» — Мара
- 2005 — «Грецькі канікули» — Варвара Василівна
- 2005 — «Полювання на ізюбра» — Клавдія Федякіна
- 2006 — «Випадковий попутник» — Аня Спиридонова
- 2006 — «Щастя за рецептом» — Елла Якушева
- 2007 — «Любов на вістрі ножа» — Ніна Новаковська
- 2007 — «Сава Морозов» — Зінаїда Морозова
- 2007 — «Іронія долі. Продовження» — Снігуронька
- 2008 — «Розумниця, красуня» — Соня Головіна
- 2010 — «Громозека» — Лариса Громова
- 2010 — «Реальні кабани» — Ліза, дружина Максима
- 2010 — «Хлопець з Марса» — мати Юлії
- 2011 — «Прощання слов'янки» — Альбіна Колоскова
- 2011 — «Небесний суд» — Ганна Володимирівна Боровська
- 2013 — «Петро Лещенко. Усе, що було...» — Маша, дружина Буреніна
- 2018 — «Жовте око тигра» — Ганна Звягінцева, мати Сергія Звягінцева
- 2021 — «Політ» — Катя
- 2021 — «Кроляча лапа» / La Patte de lapin — Ніна
- 2022 — «Пора року зима» — мама
- та інші…

## Фестивалі і премії[6]
- 1984: МКФ молодих кінематографістів соціалістичних країн в Кошаліні (Польща) — Приз за найкращу жіночу роль («Клітка для канарок», 1983)
- 1990: МКФ «Зірки завтрашнього дня» в Женеві — Спец. приз журі («Перший поверх», 1990)
- 1990: Кінофестиваль «Золотий Дюк» в Одесі — Диплом журі за найкращу жіночу роль («Перший поверх», 1990)
- 2001: Премія «Ніка» — За найкращу жіночу роль другого плану («Механічна сюїта», 2001)
- 2001: Премія «Золотий Овен» — За найкращу жіночу роль другого плану («Механічна сюїта», 2001)
- 2001: Кінофестиваль «Сузір'я» — За найкращу жіночу роль другого плану («Механічна сюїта», 2001)
- 2002: РТФ «Сполохи» в Архангельську — За найкращу жіночу роль («Підозра», 2001)
- 2002: Кінофестиваль «Сузір'я» — За найкращу жіночу роль в епізоді («Щоденник камікадзе», 2002)
- 2007: Премія «Золотий орел» — За найкращу жіночу роль першого плану («Артистка», 2007)
- 2007: Кінофестиваль «Вікно в Європу» у Виборзі — Спеціальний приз журі «Срібна тура» за найкращу жіночу роль («Артистка», 2007)
- 2007: Кінофестиваль «Віват кіно Росії!» В Санкт-Петербурзі — Приз за найкращу жіночу роль («Блюз опадаючого листя», 2006)
- 2007: Кінофестиваль «Амурська осінь» у Благовєщенську — Приз за найкращу жіночу роль («Артистка», 2007)
- 2008: Російський кінофестиваль «Література і кіно» в Гатчині — Приз за найкращу жіночу роль («Артистка», 2007)